# 加泰隆尼亞語地區
加泰隆尼亞語地區是指所有將加泰隆尼亞語做為口語或通用語來使用的地區，但依照歷史，沒有這樣一個國家。
這個概念最早出現在19世紀後期，但其當時影響力從未超出一個加泰隆尼亞作家群體。直到1960年代晚期和1970年代初期，隨著佛朗哥體制在西班牙的逐漸瓦解，這一詞彙逐漸從文化概念變為政治概念。因此，這一問題日益上升為一突出問題，並在整個西班牙過渡時期都是一個極具爭議的話題，特別是在1980年代的巴倫西亞地區。
加泰隆尼亞語地區這個概念并沒有任何法律實體存在，也沒有一個能涵蓋這一概念的公認的領土範圍。它可能是指所有使用加泰隆尼亞語的地區，也可能指所有加泰隆尼亞語具有官方語言地位的地區。儘管實際上，這些地區中的部份地區並不使用加泰隆尼亞語。

## 不同的定義
加泰羅尼亞語地區這一詞彙有不同的定義。大致可分為兩類，既有語言上的也有政治上的。政治上的定義範圍較為廣泛，因其包括了一些并不使用加泰羅尼亞語的地區。 
就語言學方面來說，加泰羅尼亞語地區這一概念類似于英語的英語圈、法語的法語圈、葡萄牙語的葡萄牙語圈或西班牙語的西班牙語圈。
作為一個政治術語，它指的是加泰羅尼亞獨立運動所倡導獨立的地區。這一概念基於加泰羅尼亞語的使用情況，認為在這些地區存在一個共同的民族認同，並且超越了這一地區的行政區劃界線，也包含了一些其他地區。加泰羅尼亞獨立運動倡導在這些地區進行「政治合作」。這一詞彙代表了他們聯合和追求在政治上獨立的立場。作為對加泰羅尼亞獨立運動反對的結果——特別是在一些被包含在獨立運動者認為應獨立的地區，一些文化機構避免使用加泰羅尼亞語地區這一詞彙，以免引起任何政治上的爭論。它們使用其他表達方式來形容這一地區（如使用加泰羅尼亞語的地區或加泰羅尼亞語言區）。

## 構成部份
以加泰羅尼亞語為口語的人分佈在以下地區：
- 西班牙國內的以下自治區：

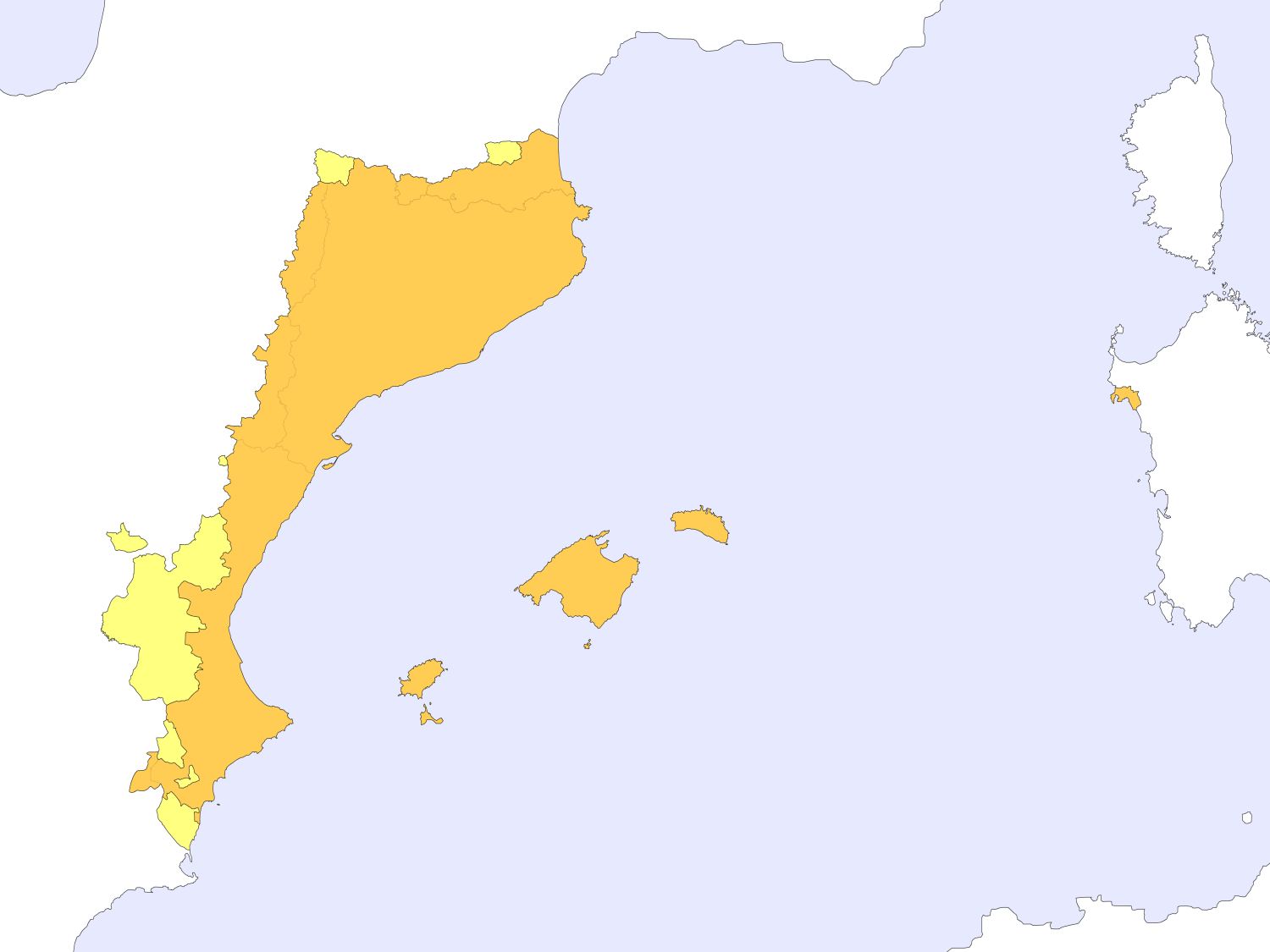
加泰羅尼亞語地區地圖

  - 加泰羅尼亞 — 不過在阿兰山谷地區，更被認作是當地區域語言的是奧克語
  - 阿拉貢的西部地带
  - 巴利阿里群島以及巴倫西亞自治區，有自己的方言，不過其西部和南部的部份地區只使用西班牙語。在巴伦西亚，他们称这门语言为巴伦西亚语。
    - 卡尔切（英语：El Carxe），西班牙穆爾西亞自治區的一個講巴倫西亞語的地區

- 安道爾，是歐洲唯一以加泰羅尼亞語為官方語言的主權獨立國家，加泰羅尼亞語也是該國唯一的官方語言

- 法國奥克西塔尼大区下東比利牛斯省的大部份地區，即北加泰罗尼亚，大约三分之一的人讲这门语言。2007年，该省宣布加泰罗尼亚语为地区性语言，但根据宪法，法语仍然是唯一的官方语言。

- 意大利城市阿爾蓋羅，位於薩丁島，當地使用加泰羅尼亞語的一個變種

加泰羅尼亞語是安道爾的官方語言，在加泰羅尼亞，加泰羅尼亞語和西班牙語及奧克語都是當地的官方語言；在巴利亞里群島，加泰羅尼亞語和西班牙語都是當地的官方語言；在巴倫西亞，加泰羅尼亞語以巴倫西亞語這一名稱和西班牙語共享官方語言的地位；在2009年，加泰羅尼亞語和阿拉貢語在阿拉貢獲得了語言地位；2007年12月10日，加泰羅尼亞語在法國獲得了方言的地位；在阿爾蓋羅，加泰羅尼亞語和意大利語都是官方語言，它也是意大利受承認的少數民族語言。加泰羅尼亞語在穆爾西亞沒有官方地位。

星旗是一個分裂主義的象徵，往往被視為加泰羅尼亞國家的標誌，特別是帶有紅星的設計

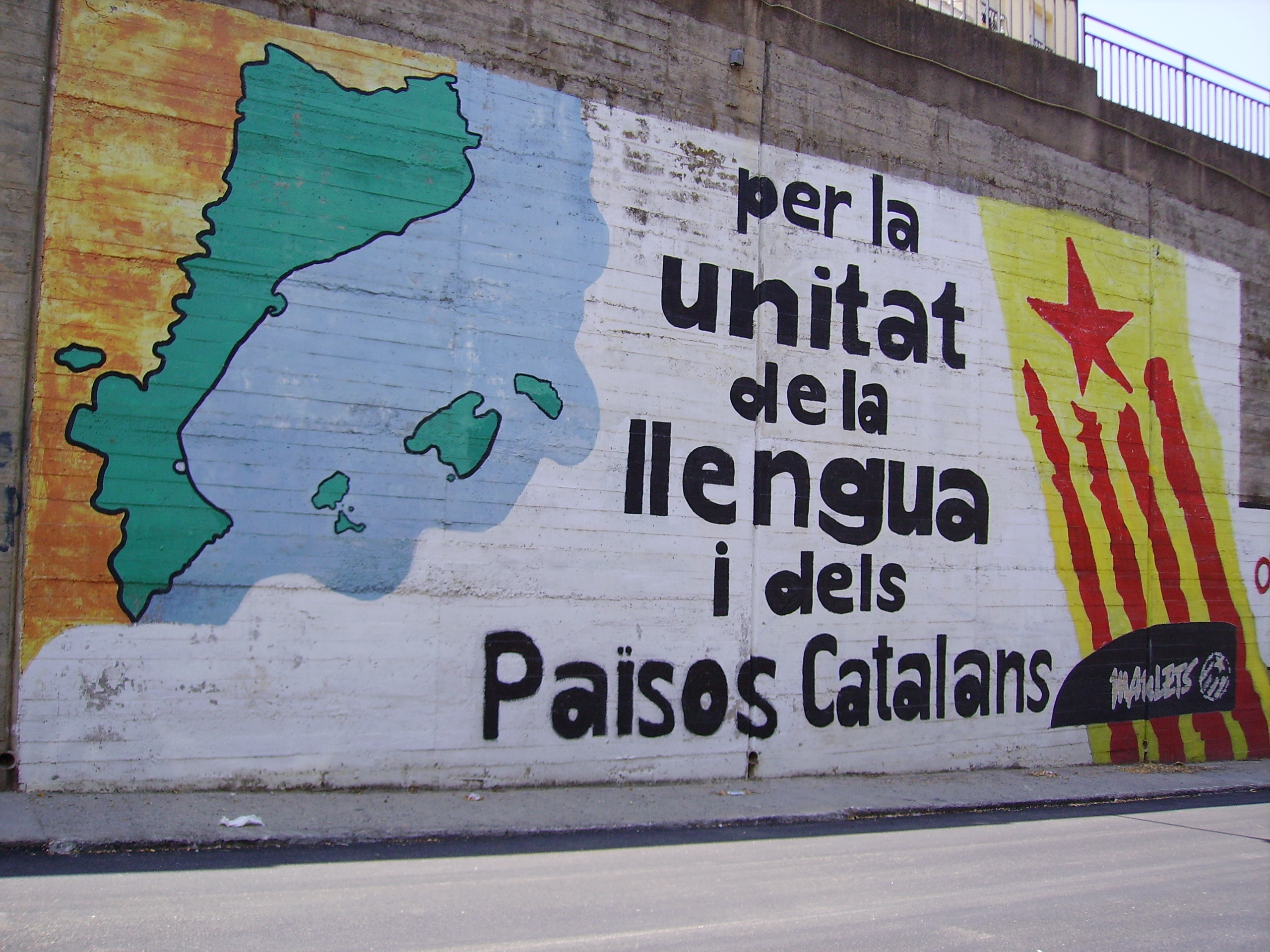
阿尔亨托纳的一處塗鴉，上寫有「爲了語言和加泰羅尼亞的團結」

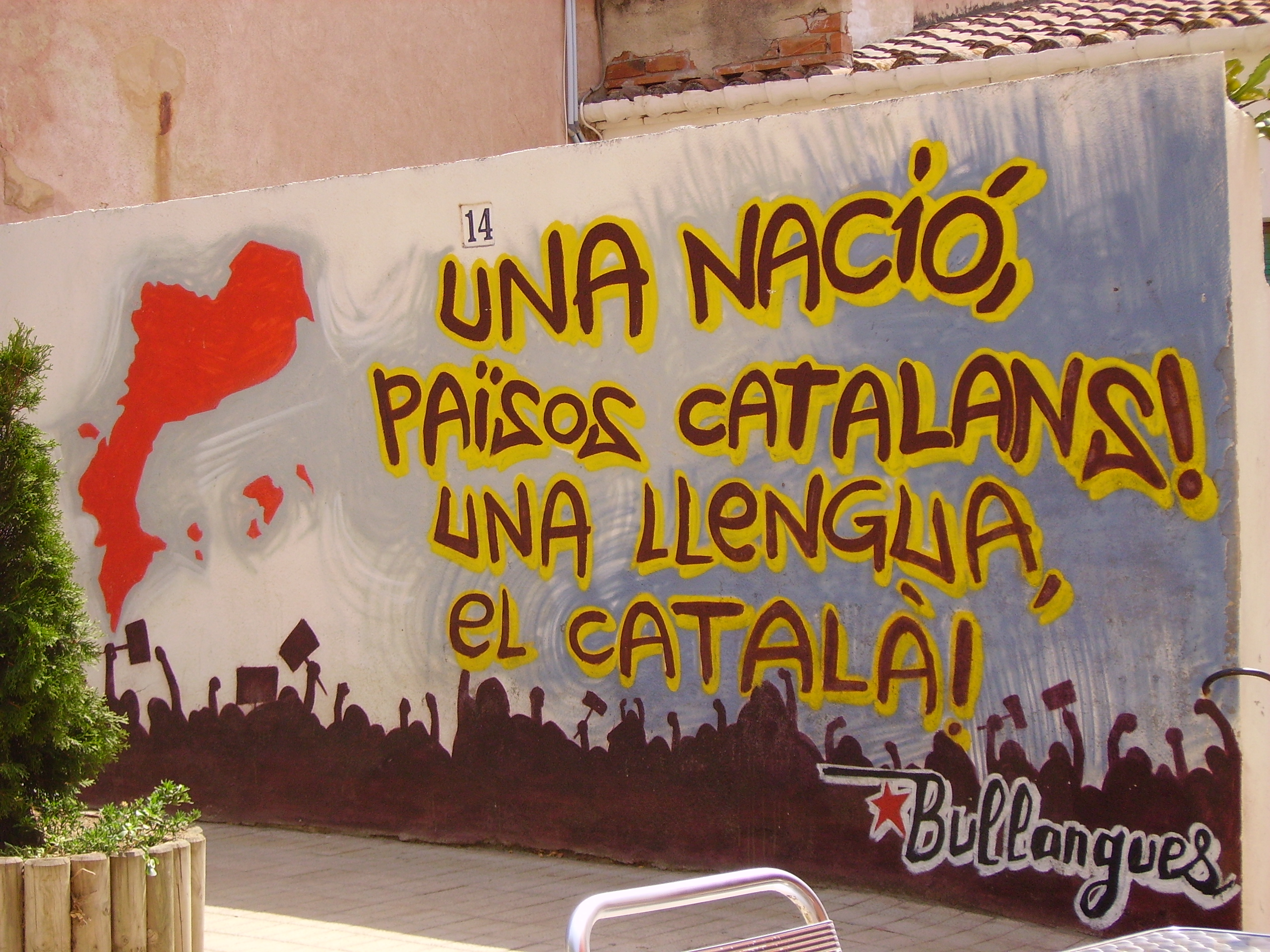
比拉萨尔德马尔的一處塗鴉，上寫有「一個國家，加泰羅尼亞! 一個語言，加泰羅尼亞語 !」

## 文化層面

### 跨區域文化合作
有一些機構努力實現跨區域政府和文化機構的加泰羅尼亞語文化合作。例如Ramon Llull研究所（IRL），于2002年由巴利亞里群島政府和加泰羅尼亞政府成立。其主要目的是在外國宣傳加泰羅尼亞的語言和文化。一些作家、藝術家、科學家參加了這個組織。2008年，爲了擴大加泰羅尼亞跨區域合作，IRL和安道爾政府創建了Ramon Llull基金會（FRL），這是一個與IRL有相同目標的國際文化機構。2009年，東比利牛斯省、阿爾蓋羅和巴倫西亞的部份城市也加入了這一組織。
其他的例子還有Joan Lluís Vives研究所，這是加泰羅尼亞地區的大學所組織的協作機構。

## 政治層面

### 爭論
加泰羅尼亞語地區一詞在政治上頗具爭議，因為許多非加泰羅尼亞人人認為這一概念包括了加泰羅尼亞語使用者居住地以外的地區，並且認為這一概念影響了西班牙和法國的國家認同。也有人認為這一詞彙具有加泰羅尼亞中心色彩，并試圖確立加泰羅尼亞在法國南部及巴利亞里群島和巴倫西亞的影響力。有些加泰羅尼亞語文學家也反對使用這一詞彙。
因此，在加泰羅尼亞語的一些地區，加泰羅尼亞語民族主義情緒並沒有得到太多支持，例如在巴倫西亞自治區，Esquerra Repúblicana del País Valencià（ERPV），是最支持加泰羅尼亞民族主義的政黨，但是其卻只能在巴倫西亞的地方議會的三個選區中獲得四個議席。雖然該黨已經參加了兩次地方選舉，但總得票率低於0.50%。總之，這一主張在巴倫西亞并沒有太大影響。
而在其他地區，安道爾并沒有任何政黨提出加泰羅尼亞語地區這一概念。在巴利亞里群島，支持加泰羅尼亞語地區這一概念的政黨在歷次選舉中能得到總票數的大約10%。

### 法律框架
西班牙1978年憲法中有一項條款規定，禁止國家的各組成部份實行聯合自治。因此，即使加泰羅尼亞語地區這一構想在未來的民主選舉中獲得多數支持，也系需要修改憲法才能執行。
不過在憲法的增修條文中規定了一項例外，其允許納瓦拉加入巴斯克。

## 詞源
加泰羅尼亞語地區這一詞彙首次出現是在"Historia del Derecho en Cataluña, Mallorca y Valencia. Código de las Costumbres de Tortosa, I" (加泰羅尼亞、馬略卡和巴倫西亞法律史) 一書中。這本書的作者是巴倫西亞人，法律歷史學家Benvingut Oliver i Esteller。
這個詞彙的提出是爲了挑戰1933年Oficina de Relacions Meridionals（南方關係辦公室）所提出的「奧克語國家」的概念。然而這一詞彙在提出當時沒有得到廣泛使用，直到巴倫西亞作家Joan Fuster在他的著作Nosaltres els valencians（我們巴倫西亞人，1962年出版）重新提出這一概念。
而今天這一詞彙已經充滿政治色彩，並且和加泰羅尼亞民族主義和加泰羅尼亞獨立運動密切相關。支持這一概念的政黨也往往主張在這一地區建立一個獨立國家。在當地的議會中，ERC最為支持建立一個獨立加泰羅尼亞國家；其他一些政黨，如ERPV、PSAN、Estat Català、CUP也或多或少支持這些主張。

## 外部連結
- Catalan Countries in the English version of the Catalan Hiperencyclopedia（页面存档备份，存于）.
- Lletra. Catalan Literature Online（页面存档备份，存于）
- The Spirit of Catalonia. 1946 book by Oxford Professor Dr. Josep Trueta

40°34′01″N 0°39′00″E / 40.567°N 0.650°E